# Cyrtomychus
Cyrtomychus, es un género de coleópteros polífagos. Es originario de  Seychelles.

## Géneros
Contiene las siguientes especies:
- Cyrtomychus coccinelloides Kolbe, 1910
- Cyrtomychus minor Arrow, 1922